# Lista över Salomonöarnas premiärministrar

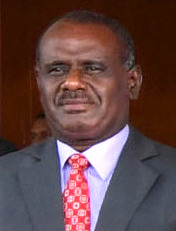
Manasseh Sogavare, premiärminister sedan 2024

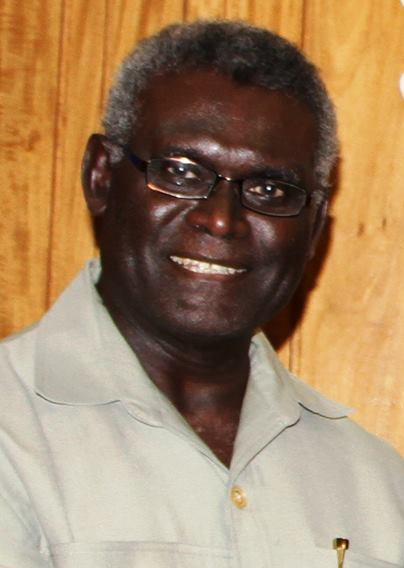
Manasseh Sogavare, premiärminister 2000-2001, 2006-2007, 2014-2017 och 2019-2024

Detta är en lista över Salomonöarnas premiärministrar. Under perioden 1974-1978, före Salomonöarnas självständighet, kallades motsvarande post chefsminister.
| Namn                  | Ämbetsperiod                       |
| --------------------- | ---------------------------------- |
| Solomon Mamaloni      | 28 augusti 1974 – 14 juli 1976     |
| Sir Peter Kenilorea   | 14 juli 1976 – 31 augusti 1981     |
| Solomon Mamaloni      | 31 augusti 1981 – 19 november 1984 |
| Sir Peter Kenilorea   | 19 november 1984 – 1 december 1986 |
| Ezekiel Alebua        | 1 december 1986 – 28 mars 1989     |
| Solomon Mamaloni      | 28 mars 1989 – 18 juni 1993        |
| Francis Billy Hilly   | 18 juni 1993 – 7 november 1994     |
| Solomon Mamaloni      | 7 november 1994 – 27 augusti 1997  |
| Bartholomew Ulufa'alu | 27 augusti 1997 – 30 juni 2000     |
| Manasseh Sogavare     | 30 juni 2000 – 17 december 2001    |
| Sir Allan Kemakeza    | 17 december 2001 – 20 april 2006   |
| Snyder Rini           | 20 april 2006 – 4 maj 2006         |
| Manasseh Sogavare     | 4 maj 2006 – 20 december 2007      |
| Derek Sikua           | 20 december 2007 – 25 augusti 2010 |
| Danny Philip          | 25 augusti 2010 – 16 november 2011 |
| Gordon Darcy Lilo     | 16 november 2011 – 9 december 2014 |
| Manasseh Sogavare     | 9 december 2014 – 15 november 2017 |
| Rick Houenipwela      | 15 november 2017 – 24 april 2019   |
| Manasseh Sogavare     | 24 april 2019 – 2 maj 2024         |
| Jeremiah Manele       | 2 maj 2024 –                       |